# Jacek Grondowy
Jacek Grondowy (ur. 10 września 1970 w Legnicy) – polski aktor. W 1993 ukończył studia na Wydziale Lalkarskim PWST we Wrocławiu. Związany z Teatrem im. C.K. Norwida w Jeleniej Górze.
W latach 2008–2009 członek kabaretu Paka, a od 2009 – Kabaretu Czarujących Doznań. W 2006 i 2011 otrzymał Srebrny Kluczyk, nagrodę w XIV i XIX plebiscycie publiczności na najpopularniejszego aktora scen jeleniogórskich, organizowanym przez redakcję tygodnika „Nowiny Jeleniogórskie”.
Żonaty z nauczycielką przyrody Joanną, mają dwoje dzieci – syna Kacpra (ur. 26 sierpnia 2000 r.) i córkę Katarzynę.

## Filmografia
- 1993: Wow – kierowca z tv (odc. 2)
- 1998: Liceum czarnej magii
- 2004–2006: Fala zbrodni – Wowka (odc. 57); (wystąpił również w odc. 16 i 24 jako człowiek „Romy”)
- 2005–2010: Świat według Kiepskich –
  - Janusz Wzdęty (odc. 240)
  - mężczyzna (odc. 243)
  - hydraulik (odc. 330)
  - robotnik (odc. 348)
- 2005: Biuro kryminalne – Jakub Kowalski, kierownik hotelu (odc. 7)
- 2005–2006: Warto kochać – listonosz
- 2005–2006: Tango z aniołem – oficer ABW
- 2006: Fundacja
- 2006: Czeka na nas świat – asystent właściciela supermarketu
- 2007: Na Wspólnej – policjant
- 2007–2010: Pierwsza miłość –
  - Kazimierz, serwisant naprawiający ekspres do kawy w księgarnio-kawiarni „Fabryka Wrażeń”
  - ślusarz
- 2007: Tajemnica twierdzy szyfrów
- 2007: Glina – tajniak (odc. 15, 16)
- 2007: Biuro kryminalne – ekspert fonoskopii (odc. 17 i 27)
- 2008: Wydział zabójstw – Michał Puczyński „Ojciec”
- 2008: Skorumpowani – zawiadowca stacji (film)
- 2008: Skorumpowani – zawiadowca stacji (serial)
- 2008: M jak miłość – mechanik (odc. 587)
- 2008: Polska Love Serenade
- 2008: Faceci do wzięcia – Bronek (odc. 65)
- 2008: Kryminalni – Jarosław Mireczek (odc. 90)
- 2009–2010: Samo życie –
  - mężczyzna wsiadający do autokaru (odc. 1005)
  - kelner w restauracji (odc. 1462, 1463, 1465, 1466)
- 2009: Teraz albo nigdy! – Mietek, pracownik Michała (odc. 31, 39, 41)
- 2009: Zwerbowana miłość – cinkciarz
- 2009–2011: Plebania –
  - menel (odc. 1362 i 1723)
  - właściciel motelu (odc. 1720 i 1729)
- 2009: N1ckola – Wojtek „Vader” (odc. 12, 13)
- 2009: Londyńczycy 2 – Krzysztof (odc. 10)
- 2010–2014: Klan –
  - właściciel prywatnego domowego przedszkola w Magdalence
  - pracownik Ekohurtowni „Collotini i Kramp”
- 2010: Tancerze – lekarz (odc. 33)
- 2010: Maraton tańca – Kazimierz
- 2011: Życie nad rozlewiskiem – grzybiarz (odc. 12)
- 2011: Ranczo – mężczyzna w kolejce po olejek (odc. 57)
- 2011: Układ warszawski – klawisz Felek (odc. 1)
- 2011: Na dobre i na złe – funkcjonariusz  (odc. 462)
- 2011: Księstwo – Ajmsorry
- 2011: Daleko od noszy – pacjent  (odc. 198)
- 2011: 80 milionów – SB-ek
- 2012: Galeria – mężczyzna  (odc. 14)
- 2014: Prawo Agaty – prokurator Knapp  (odc. 63)
- 2014: Czas honoru – szabrownik  (odc. 9)

## Ważniejsze role teatralne
W Teatrze Polskim w Szczecinie:
- 1993: Czerwone nosy – Druce
- 1994: Sługa dwóch panów – Pulcinella
- 1994: Ferdydurke – Gałkiewicz

W Teatrze Nowym im. Gustawa Morcinka w Zabrzu:
- 1996: Oświadczyny – Iwan Łomow
- 1997: Dulska (musical) – Zbyszko

W Teatrze im. C. K. Norwida w Jeleniej Górze:
- 1997: Komedia pasterska – Tyrsis
- 1998: Śluby panieńskie – Albin, Jan
- 1998: Na pełnym morzu – Średni Rozbitek
- 1999: Balladyna – Grabiec
- 1999: Far niente – Alfons
- 1999: Bracia Karamazow – Smierdiakow
- 2001: Przygody Tomka Sawyera – Tomek Sawyer
- 2003: Wielka woda – Rockman (Dresiarz)
- 2003: Testosteron – Tytus
- 2005: Czerwone nosy – Flote
- 2005: Honor samuraja – Cliff
- 2006: Romeo i Julia – Merkucjo
- 2006: Trans-Atlantyk – Witold G.
- 2007: Kariera Artura Ui – Ernesto Roma
- 2008: Okrutne i czułe – Jolaos
- 2009: List – Orgon
- 2009: Scrooge. Opowieść wigilijna o Duchu – Ebenezer Scrooge
- 2010: Czarna maska – Löwel Perl
- 2010: Kolacja dla głupca – Pierre Brochant
- 2010: Lilla Weneda – Święty Gwalbert
- 2010: Novecento – monodram
- 2011: Rozmowy przy wycinaniu lasu – Macuga